# حبوب معمرة

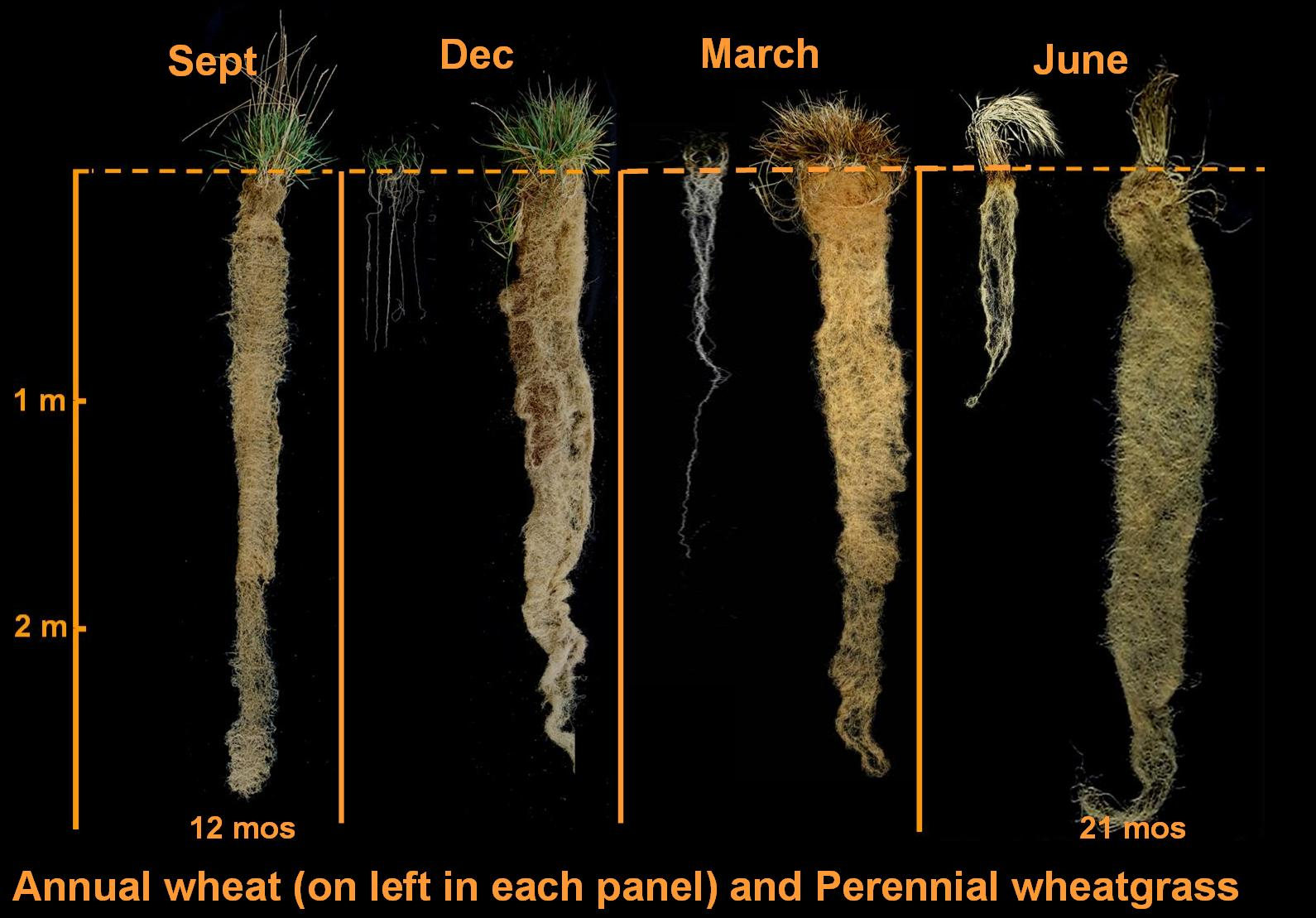

## المقدمة:
الحبوب المعمرة: هي الحبوب التي تعيش وتبقى منتجة مدة سنتين فأكثر. على الرغم من أن العديد من محاصيل الفاكهة، الجوزيات والمحاصيل العلفية تعتبر معمرة، إلا أن اغلب محاصيل الحبوب المستخدمة بشكل واسع في الزراعة تعتبر حولية أو معمرة قصيرة الأجل كما النباتات الحولية. واتفق العلماء من عدة دول أن محاصيل الحبوب الموجودة حاليا يمكن تطويرها واستخدامها في الزراعة المستدامة.

## عرض الأسباب
حسب التقرير التجميعي لبرنامج التقييم الألفي للنظم الإيكولوجية في الأمم المتحدة عام 2005 اعتبرت الزراعة على أنها أكبر تهديد للتنوع الحيوي ووظائف النظم الإيكولوجية من أي نشاط بشري آخر. وعليه فإن الحبوب المعمرة يمكن أن تقلل وتحد من هذا الخطر وذلك للأسباب التالية:
1. معظم الأراضي الزراعية مخصصة لزراعة وإنتاج محاصيل الحبوب مثل: البذور الزيتية، الحبوب، البقوليات التي تحتل حوالي 75% و 69% من الأراضي المعدة لزراعة المحاصيل في الولايات المتحدة الأمريكية والعالم على التوالي. حيث تشمل هذه الحبوب أصنافأ عديدة كالقمح والرز والذرة، والتي توفر بمجموعها أكثر من 70% من السعرات الحرارية للإنسان.[5]
2. معظم محاصيل الحبوب هي محاصيل سنوية وتزرع بشكل عام في التربة الزراعية.
3. الزراعة المتكررة تضع التربة تحت خطر التدهور والانجراف.[4]
4. إن حل (المعضلة المركزية)[6] للزراعة وهي أن أنتاح الغذاء الحالي يقوض القدرة على أنتاح الغذاء في المستقبل من خلال تطوير محاصيل الحبوب المعمرة التي لا تتطلب حراثة الأرض كل سنة. حيث تمكن تكنولوجيا عدم الحراثة المحاصيل السنوية أو قصيرة الأجل من النمو مع زراعات اقل كثافة، لكن النباتات المعمرة توفر أكبر قدر من الحماية للتربة.[7]

إن تخزين وزارعة النباتات المعمرة سواء الأشجار أو الشجيرات أو الأعشاب في النظام البيئي الزراعي تزيد من احتمالية تغطية التربة بشكل مستمر ومستدام كما تؤدي إلى اعتدال درجات الحرارة والرطوبة التي تؤدي إلى تدهور التربة.
لقد اقترح ثلاث طرق لتطوير محاصيل الحبوب المعمرة وهي:
1. . تشمل الجنيات الأساسية لعدة محاصيل حبوب مستأنسة (مدجنة) أنواعا معمرة، على الرغم من اعتبارها ذات نمو سنوي. فمثلا البسلة هي بقوليات كبيرة تزرع أما بشكل سنوي أو بشكل دائم.[9] إذا تم تهجين الأصناف عالية الإنتاج السنوي مع الأصناف المعمرة الدائمة، فبذلك يمكن تطوير محاصيل الحبوب عالية الإنتاج.
2. الجينات الثانية أو الثالثة لمعظم محاصيل الحبوب المستأنسة (المدجنة) تشمل على أنواع معمرة،[8] لذلك فإن عملية تبادل الجينات فيما بينها هو ممكن وإن كان صعبا في بعض الأحيان. إن تعزيز الجينات الزراعية لعدد من النباتات البرية المعمرة يزيد حجم البذور (كمثال). كذلك تزيد الجينات من عمر الحبوب المستأنسة (المدجنة) عن طريق تدجينها أو تكثيرها مع النباتات البرية المعمرة. مثل الأرز الآسيوي المحلي يمكن تهجينه مع أنواع برية من الأرز لتبادل عدد كبير من الصفات المرغوبة.
3. النباتات البرية المعمرة التي تحوي زيت، كربوهيدرات أو بروتين يمكن استئناسها (تهجينها) دون عميلة تهجين كبيرة.[3] على الرغم من أن عملية الاستئناس للعديد من المحاصيل حدثت قبل الآف السنين، فإن التقنيات الحديثة الوراثية والجزيئية يمكن أن تسرع من عملية التهجين وتحسنها.

en: The Rodale Institute (معهد روديل) و en: The Land Institute (معهد الأرض) لديهم مشاريع تربية (تدجين) نباتات برية وعشبية معمرة. Thinopyrum intermedium تعرض للعديد من عمليات التحسين في صفات حبوبه.

## أهم العيوب المحتلمة للمحاصيل المعمرة:
1. لا تعالج مشكلة الأمن الغذائي اليوم. المحاصيل المعمرة هي في المراحل الأولي من التطوير وتحتاج إلى عدد من السنين حتى تصبح ذات إنتاج عالٍ مثل المحاصيل السنوية.

1. تطبيق التدوير الزراعي أكثر صعوبة. من الممكن تطبيق التدوير الزراعي ولكن الدورة الزراعية الكاملة ستكون طويلة الأمد. على سبيل المثال محصول القش معمر[10] مثل البرسيم يمكن أن يتناوب مع محاصيل سنوية أو محاصيل معمرة بعد 3 إلي 5 سنوات. طول الدورة الزراعية للمحاصيل المعمرة سيؤدي إلى زيادة الإصابة بالأمراض والآفات والأعشاب الضارة.

1. يزيد من المادة العضوية في التربة على حساب إنتاج النباتات. في غياب عملية الحراثة وفي التربة التي تعاني من استنفاذ المادة العضوية، فان المحاصيل ذات الجذور العميقة تبني مادة عضوية حتى النقطة التي تصبح عندها كل النيتروجين والفوسفور الموجود في التربة مجمد. عندما يحدث هذا الإنتاجية سوف تقل وتنخفض حتى تتراكم المواد العضوية إلى مستوى يكون فيه توازن بين تمعدن المغذيات وتجمد المواد الغذائية أو حتى أصافة الأسمدة.

1. تأثيرات هيدرولوجية. النباتات المعمرة تعترض وتستفيد أكثر من الأمطار الهاطلة أكثر من النباتات السنوية.[11] هذا يؤدي إلى تقليل المياه الجوفية والتجريان السطحي باتجاه الأنهار.
2. يقلل أيصال المواد الغذائية إلى المزارع الموجودة على حافات المضبات. أن الاستبدال الواسع للنباتات السنوية مع النباتات الدائمة والمعمرة في الأراضي الزراعية يؤدي إلى تثبيت التربة وتقليل غسيل النيتروجين وترسيبه إلى المصبات. الأراضي أو المزارع في هذا المنطقة تحتاج إلى وتعتمد على هذه المواد النيتروجينية. من ناحية أخرى قطاعات أخرى قد تستفيد من تحسين جودة ونوع المياه.
3. تحسين موائل الآفات. إذا لم يتم ترك الحقل عاري (جرداء) لجزء من السنة، سوف يزداد عدد القوارض والحشرات. حرق اعشاب النباتات المعمرة يمكن ان يقلل من هذه الحشرات والقوارض، لكنه غير مسموح في بعض مناطق النباتات المعمرة. علاوة على ذلك، الحشرات والقوارض التي تعيش تحت سطح الأرض ستعيش ولن تتأثر بعملية الحرق، في حين أن عملية الحراثة يعطل ويدمر بيئة هذه القوارض والحشرات.

## أهم مزايا المحاصيل المعمرة:
لقد تم نشر عدة مقالات بهذا الخصوص:
1. زيادة فرص الحصول على الموارد لأنها تستمر لفصل أطول. تظهر النباتات المعمرة قبل النباتات الحولية في فصل الربيع، وتستمر في فصل الخريف لبعد النباتات السنوية. إن موسم النمو الطويل للنباتات المعمرة، يزيد من تعرضها لضوء الشمس وحصولها على كمية أكبر من الأمطار. على سبيل المثال في ولاية مينيسوتا، نبات فول الصويا ينبت في التربة في أوئل يونيو (حزيران). لذلك فان محصول الصويا عندما يبدأ في عملية التمثيل الضوئي، يكون محصول البرسيم انتج حوالي 40% من إنتاجية الوسم الواحد.[12]

1. زيادة فرص الحصول على الموارد من خلال مجموعة جذرية عميقة. معظم النباتات المعمرة لديها مجموعة جذرية عميقة على عكس النباتات السنوية المتكيفة في نفس المنطقة. الجذور العميقة تجعل النباتات المعمرة تستفيد أكثر من التربة كل سنة.[13] زيادة حجم التربة المتوفرة للاستغلال من قبل النباتات معناه كمية أكبر من المياه المتفرة للنبات وبفترة أطول دون هطول الأمطار.

1. زيادة كفاءة استخدام مغذيات التربة. غسيل النيتروجين من الأسمدة يكون قليل في التربة المزروعة بالمحاصيل المعمرة مثل البرسيم على عكس التربة المزوعة بالمحاصيل السنوية مثل الذرة.[14] نفس الظاهرة وجدت في تربة غير خصبة مزروعة بالتبن البري.[15] حقول القمح تحتاج إلى أضافه سنوية من الأسمدة، أما الأعشاب البرية المعمرة فهي تنتج قش غني بالنيتروجين لمدة 75 إلى 100 سنة دون نقص في الإنتاجية أو خصوبة التربة. ان المجموع الجذري العميق للنباتات المعمرة والمجتمعات الميكروبية التي تدعم اعتراض وامتصاص المواد الغذائية من خلال الجذور أكثر كفاءة منها في المجموعة الجذرية سريعة الزوال في نبات المحاصيل.

1. الإنتاج المستدام في الأراضي المهمشة. حسب Cassman واخزون (2003) في فان لمساحة أكبر من الأراضي الفقيرة بالعالم زراعة محاصيل حبوب سنوية (لن يكون مستدام على المدى الطويل بسبب زيادة احتمالية انجراف التربة).[16] المحاصيل المعمرة والنظم الزراعية المختلطة مع الغابات عي أكثر ملاءمة لهذه البيئات الفقيرة. المحاصيل المعمرة الحالية والنظم الزراعية الغابوية لا تنتج حبوب. توفر الحبوب زيادة في الأمن الغذائي أكبر منه في محاصيل الأعلاف أو الفواكه لأنها تؤكل مباشرة على عكس الأعلاف كما يمكن تخزينها على عكس الفواكه للاستهلاك خلال فصل الشتاء أو المواسم الجافة.
2. تقلل من خطر انجراف التربة. حسب مركز خدمات الغابات لأمريكي واخزون فان الأعشاب المعمرة هي أجراء وقائي للحد من انجراف التربة.[17] النباتات المعمرة من جميع الأصناف تشكل مجموعة جذرية سميكة التي تزيد من تماسك التربة وتمنع انجرف سطحها بالرياح والمياه. عند تقليل جريان الماء السطحي فان المياه تبقى فترة أطول في التربة وتتغلغل إلى المياه الجوفية. كما تساعد على خفض تدفق المياه إلى التيارات المائية بسبب تركز التدفق إلى المياه الجوفية، لكن هذا سيقلل أيضا من معدلات تدفق المياه في الجداول المرتبطة بانجراف التربة.
3. زيادة مجتمعات الحيوانات البرية. حسب مركز خدمات الغابات في الولايات المتحدة الأمريكية وآخرون فان كمية المياه في الجداول تسير بشكل متوازن مما يؤدي إلى عدم تناوب فترات جفاف أو فيضانات كما هو في المناطق الصحراوية. أن منسوب المياه المتوازن في الجداول يؤدي ويساعد على زيادة كمية الحيوانات البرية مثل الأسماك والبرمائيات والثدييات التي تعتمد على مصدر مياه ثابت.[17]